# Geoffroi de Durnay
Geoffroi de Durnay est baron de Kalávryta dans la principauté d'Achaïe. Il est fils d'Othon de Durnay, premier baron de Kalávryta. La baronnie de Kalávryta étant conquise par les Byzantins dans les années 1260 ou au début des années 1270, Geoffroi reçoit la Baronnie de Gritséna en compensation. Il est remplacé par son fils, Jean de Durnay.